# Coltrui

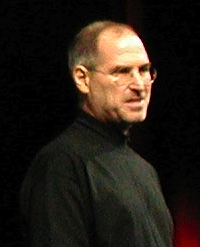
Steve Jobs stond bekend om het dragen van een zwarte coltrui.

Een coltrui is een trui met een opgerolde kraag.
De coltrui dateert uit de 15e eeuw en werd vanaf de 19e eeuw veelvuldig gedragen door arbeiders, atleten en zeelieden. Vanaf de 20e eeuw werd dit kledingstuk ook geassocieerd met artiesten en intellectuelen.
Steve Jobs en Vladimir Poetin zijn bekende coltruidragers.